# Pettersenbreen
De Pettersenbreen is een gletsjer op het eiland Edgeøya, dat deel uitmaakt van de Noorse eilandengroep Spitsbergen.
De gletsjer is vernoemd naar Noors geoloog Karl Johan Pettersen (1826-1890).

## Geografie
De gletsjer ligt op een schiereiland in het zuiden van het eiland. Hij is noordwest-zuidoost georiënteerd en heeft een lengte van ongeveer vijf kilometer. Hij komt vanaf de Edgeøyjøkulen en mondt in het oosten uit in de Barentszzee.
Op ongeveer tien kilometer naar het zuidwesten ligt de gletsjer Kvitkåpa, op ongeveer zeven kilometer naar het noordwesten de gletsjer Deltabreen en op ruim 15 kilometer naar het noorden de gletsjer Kong Johans Bre.